# Franciszek Fesser

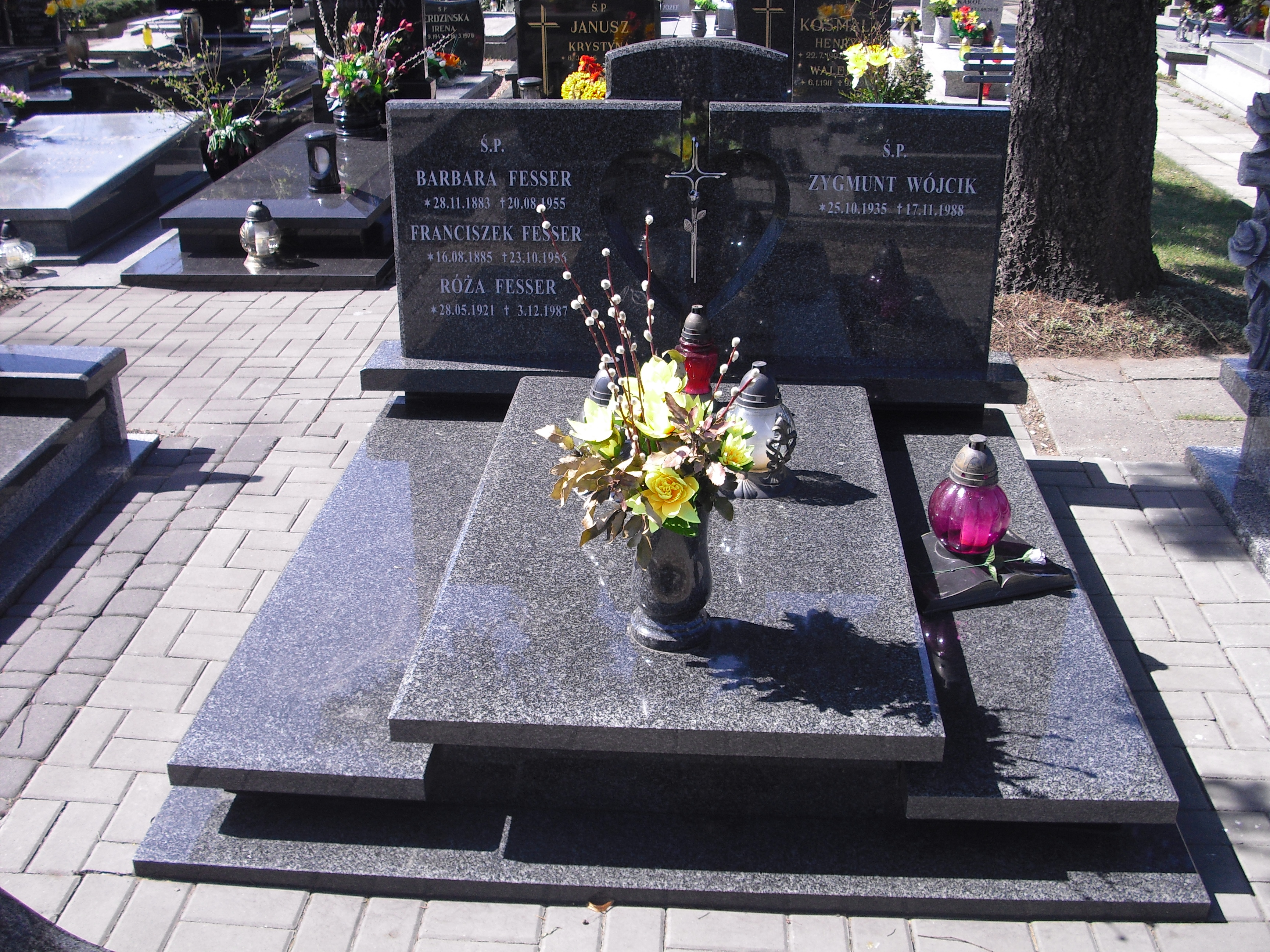
Grób Franciszka Fessera na cmentarzu w Katowicach Piotrowicach.

Franciszek Fesser (ur. 16 sierpnia 1885 w Rogach, zm. 23 października 1956 w Katowicach-Piotrowicach) – polski górnik, działacz związkowy i polityczny na Górnym Śląsku, powstaniec śląski, poseł na Sejm Śląski III i IV kadencji (1930–1939). 

## Życiorys
Urodził się 16 sierpnia 1885 w Rogach, w rodzinie Franciszka (1838–1899) i Józefy z d. Janocha (1847–1917). W młodości pracował jako górnik w kopalni „Kleofas”. W 1918 przyłączył się do Polskiej Organizacji Wojskowej w rodzinnym powiecie opolskim. Wziął udział w akcji plebiscytowej oraz II i III powstaniu śląskim. Po włączeniu wschodniej części Śląska do RP w 1922 znalazł się w Polsce, gdzie działał w organizacjach narodowo–patriotycznych, m.in. Związku Powstańców Śląskich oraz Związku Obrony Kresów Zachodnich. Działał w ruchu związkowym, organizował Związek Związków Zawodowych na Śląsku, a od 1930 był prezesem Związku Zawodowego Przemysłu Górniczego (odłamu ZZZ). W 1926 związał się z Narodowo-Chrześcijańskim Zjednoczeniem Pracy, z ramienia którego uzyskał mandat posła do Sejmu Śląskiego III kadencji (1930). Zasiadał w Komisji Pracy i Opieki Społecznej. W 1935 uzyskał reelekcję z tego samego ugrupowania. Pracował w Komisjach Pracy i Opieki Społecznej (jako wiceprzewodniczący) oraz: Administracyjno-Samorządowej, Regulaminowej i Budżetowo-Skarbowej. W latach 30. pełnił również funkcję zastępcy naczelnika gminy Piotrowice. 
W czasie okupacji niemieckiej przebywał w Polsce centralnej. Po 1945 wrócił na Śląsk, jednak nie uczestniczył w życiu politycznym (m.in. z powodu choroby). Zmarł w Katowicach-Piotrowicach. 
Był mężem Barbary z d. Hupasch (1883–1955). 

## Ordery i odznaczenia
- Złoty Krzyż Zasługi (11 listopada 1937)[2]